# ʿAtaq
Die Kleinstadt ʿAtaq (auch: Attaq oder Atak (arabisch عتق, DMG ʿAtaq)) ist die Hauptstadt des jemenitischen Gouvernements Schabwa. Sie liegt etwa 460 km südöstlich von Sanaa, an der Westseite der südlichen Hadramaut-Tafel. Zu erreichen ist sie über Marib.
ʿAtaq liegt durchschnittlich etwa 1150 Meter hoch und erstreckt sich über verschiedene Höhenstufen (nach Datenwelt GeoNames). Im Jahr 2003 zählte die Ortschaft nach eigener Zählung etwa 6600 Einwohner. Im ganzen Verwaltungsbezirk wird auf knapp 44.000 Einwohner hochgerechnet. Direkt nördlich von ʿAtaq liegt der kleine Flughafen ʿAtaq (ICAO-Code: OYAT, IATA-Flughafencode: AXK).
Am 24. Mai 1994 wurde ʿAtaq von nordjemenitischen Streitkräften eingenommen.

## Sehenswürdigkeiten
Das deutlich moderne 'Ataq ist architektonisch kaum vergleichbar mit anderen zentraljemenitischen Städten, was eine andere Lebensweise ermöglicht. Mehr als die Hälfte aller Gebäude ist beispielsweise lediglich zweigeschossig gebaut.
Die Bedeutung des Schabwa-Museums geht auf urgeschichtliche, teilweise in unmittelbarer Umgebung ausgegrabene, Ausstellungsstücke zurück, die darin enthalten sind. Es finden sich Exponate von Resten der untergegangenen altsüdarabischen Hauptstadt des Hadramaut, Schabwat und kulturelle Relikte aus  Qataban.
'Ataq hat einen alten Suq, ein Krankenhaus und ein Hotel. Im Westen der Stadt befindet sich ein Militärlager.